# Magister equitum in praesenti
Magister equitum in praesenti (nebo Magister equitum praesentalis, neplést s funkcí Magister equitum per Gallias) byl vysoký důstojník římské armády v době dominátu. Byl zástupcem velitele císařské eskortní armády (kterým byl magister peditum in praesenti) a velitelem jízdy této armády. Později byly obě funkce sloučené do jediné – magister utriusque militiae.
V době republiky také existovala hodnost magister equitum, označovala zástupce velitele konzulské armády, který velel jízdě.